# Phil Spitalny
Phil Spitalny (7 novembre 1890 - 11 octobre 1970) est un musicien, critique musical, compositeur et chef d'orchestre américain né dans l'Empire russe, souvent entendu à la radio dans les années 1930 et 1940. Il est devenu célèbre après avoir dirigé un orchestre entièrement féminin, une nouveauté à l'époque.

## Biographie
Il est né dans une famille juive de musiciens à Tetiïv, dans l'Empire russe et a ensuite été étudiant au Conservatoire de musique d'Odessa. Enfant prodige à la clarinette, il fait une tournée en Russie et arrive aux États-Unis en 1905 ou 1906.

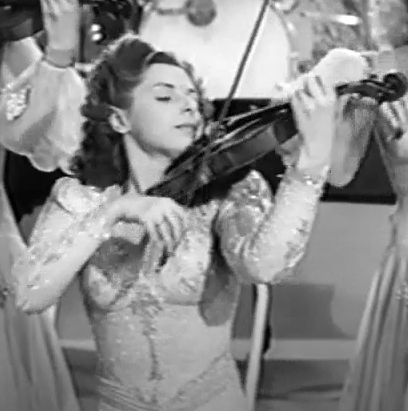
Evelyn Kaye et son violon : Evelyn and her magic violin, joue pour The Hour of Charm Orchestra, 1944.

Après avoir joué avec des groupes à Cleveland, il s'installe à Boston pour diriger un orchestre dans un théâtre. Plus tard, il revient à Cleveland diriger son propre orchestre, puis part pour New York où il dirige l'orchestre du Pennsylvania Hotel. Pendant deux ans, il est à la tête de l'orchestre du Stanley Theatre (en) de Pittsburgh, en Pennsylvanie.
Il a dirigé sous le nom de Phil Spitalny and His All-Girl Orchestra, en commençant par le Hour of Charm Orchestra de son émission de radio The Hour of Charm (en) en 1934. Spitalny et Evelyn Kaye ont auditionné plus d'un millier de femmes pour compléter l'orchestre de vingt-deux musiciennes. Evelyn Kaye était l'interprète vedette, une violoniste virtuose présentée sous le nom d'Evelyn and her Magic Violin. Le programme dure plus de dix ans à la radio. Spitalny et Klein se sont marient en 1946.
L'orchestre fait une apparition dans le film d'Abbott et Costello Here Come the Co-Eds en 1945. Spitalny apparaît aussi dans When Johnny Comes Marching Home (1942) et dans l'émission télévisée Toast of the Town d'Ed Sullivan.
Spitalny écrit avec Gus Kahn, le musicien de jazz Lee « Stubby » Gordon. Ses compositions incluent Enchanted Forest, It's You, No One But You, Madelaine, Pining for You, Save the Last Dance for Me et The Kiss I Can't Forget.
Retraité à Miami Beach, il est critique musical pour un journal de Miami. Il meurt à Miami Beach en 1970 à l'âge de 79 ans
Spitalny a une étoile sur le Hollywood Walk of Fame.